# Celeste Bortoluzzi
Celeste Bortoluzzi (Belluno, 20 giugno 1946 – Houston, 15 settembre 2006) è stato un politico italiano.

## Biografia
Imprenditore edile, ha ricoperto fino al 2006 la carica di presidente dell'Associazione degli industriali di Belluno. Alle elezioni amministrative del 2006 fu candidato a sindaco di Belluno sostenuto da una coalizione di centro-destra, vincendo al ballottaggio dell'11 e 12 giugno con il 53,7% di voti contro il sindaco uscente Ermano De Col. Il 13 giugno 2006 si insediò ufficialmente come sindaco a Palazzo Rosso.
Malato di tumore, fu ricoverato in una clinica specializzata a Houston nel settembre successivo, dove morì improvvisamente il 15 dello stesso mese.